# Koninginnebrug (Rotterdam)

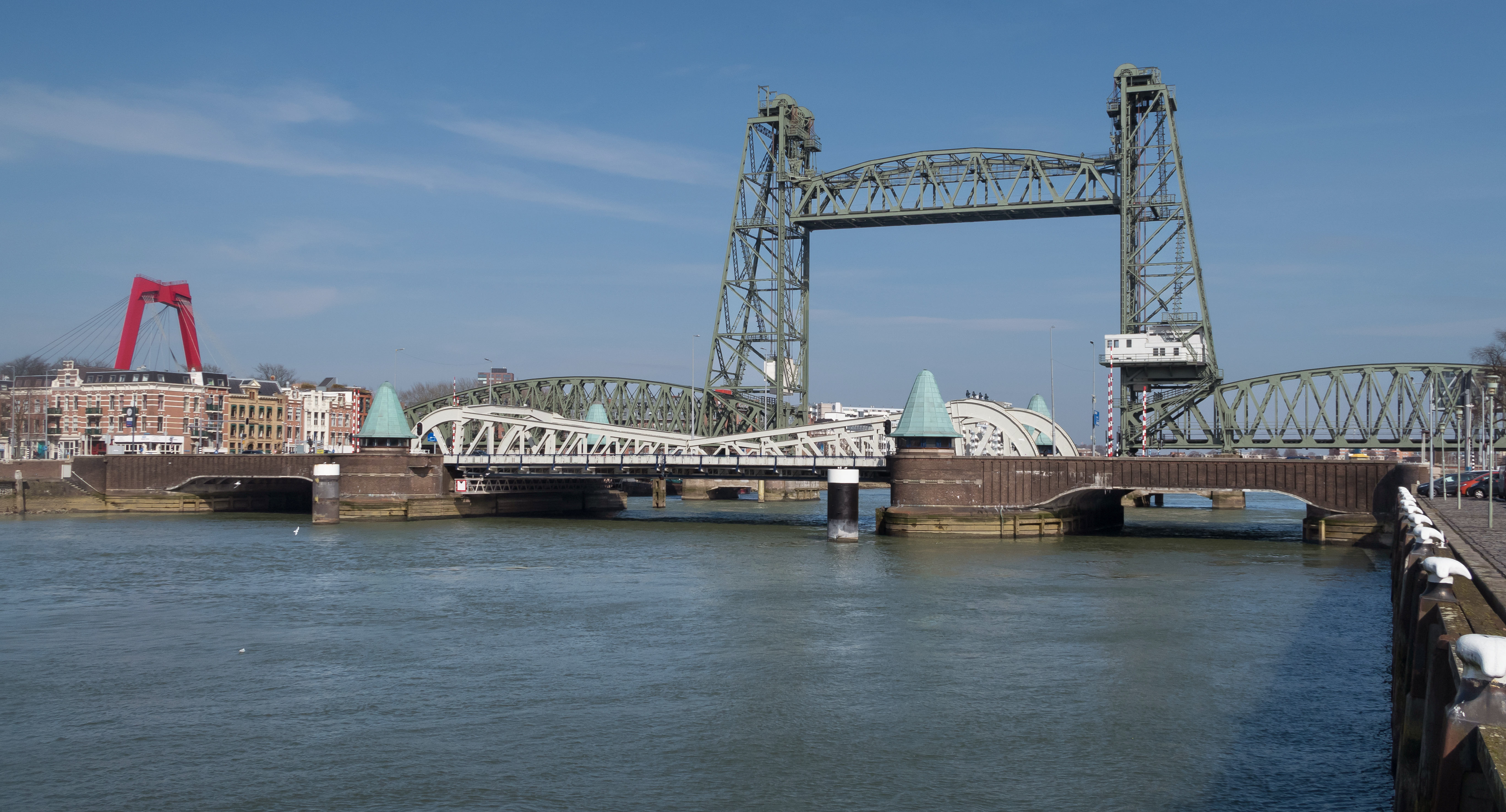
De Koninginnebrug en de Hef

De Koninginnebrug is een brug over de Koningshaven in de Nederlandse stad Rotterdam, naast de Hef. 

## Oude brug
De brug verbindt het Noordereiland met de wijk Feijenoord. De eerste Koninginnebrug was een draaibrug die werd gebouwd in 1870. Na vijftig jaar was de brug een belemmering voor zowel de scheepvaart- als wegverkeer; ze was ook niet geschikt voor trams.

## Nieuwe brug
In 1923 werd besloten om een nieuwe brug te bouwen: een dubbele basculebrug (geraamde kosten ƒ 2.500.000,00) naar een ontwerp van A.H. van Rood. Met de bouw werd in 1927 begonnen,
De nieuwe brug werd op 14 juni 1929 door minister van Binnenlandse Zaken en Landbouw Kan geopend.
De Koninginnebrug heeft twee beweegbare kleppen van geklonken staal. In de brugkelders bevinden zich de contragewichten van ieder 800 ton. De brug heeft vier brugwachtershuisjes met koperen daken. De brug wordt tegenwoordig echter op afstand bediend. Dit gebeurt in het bedieningshuis van de Erasmusbrug op de Wilhelminapier. Sinds het gereedkomen van de Noord-zuidlijn van de Rotterdamse metro in 1968 rijden er geen trams meer over de Koninginnebrug.

## Hulpbrug
In januari 1926 werd besloten aan de oostzijde van de spoorbrug een hulpbrug te bouwen. De kosten van de hulpbrug werden geraamd op ƒ 150.000,00 en die van het later weer verwijderen op ƒ 20.000,00. Voor de hulpbrug werd gebruik gemaakt van de vaste zuidelijke overspanning en ook het noordelijke draaiende gedeelte van de oude brug. De hulpbrug liep in het verlengde van de Oranjeboomstraat uitkomend op het Noordereiland tussen de Feijenoordstraat en de Prins Alexanderstraat.. Op de hulpbrug werd een dubbelspoor aangelegd voor het tramverkeer.

## Afbeeldingen

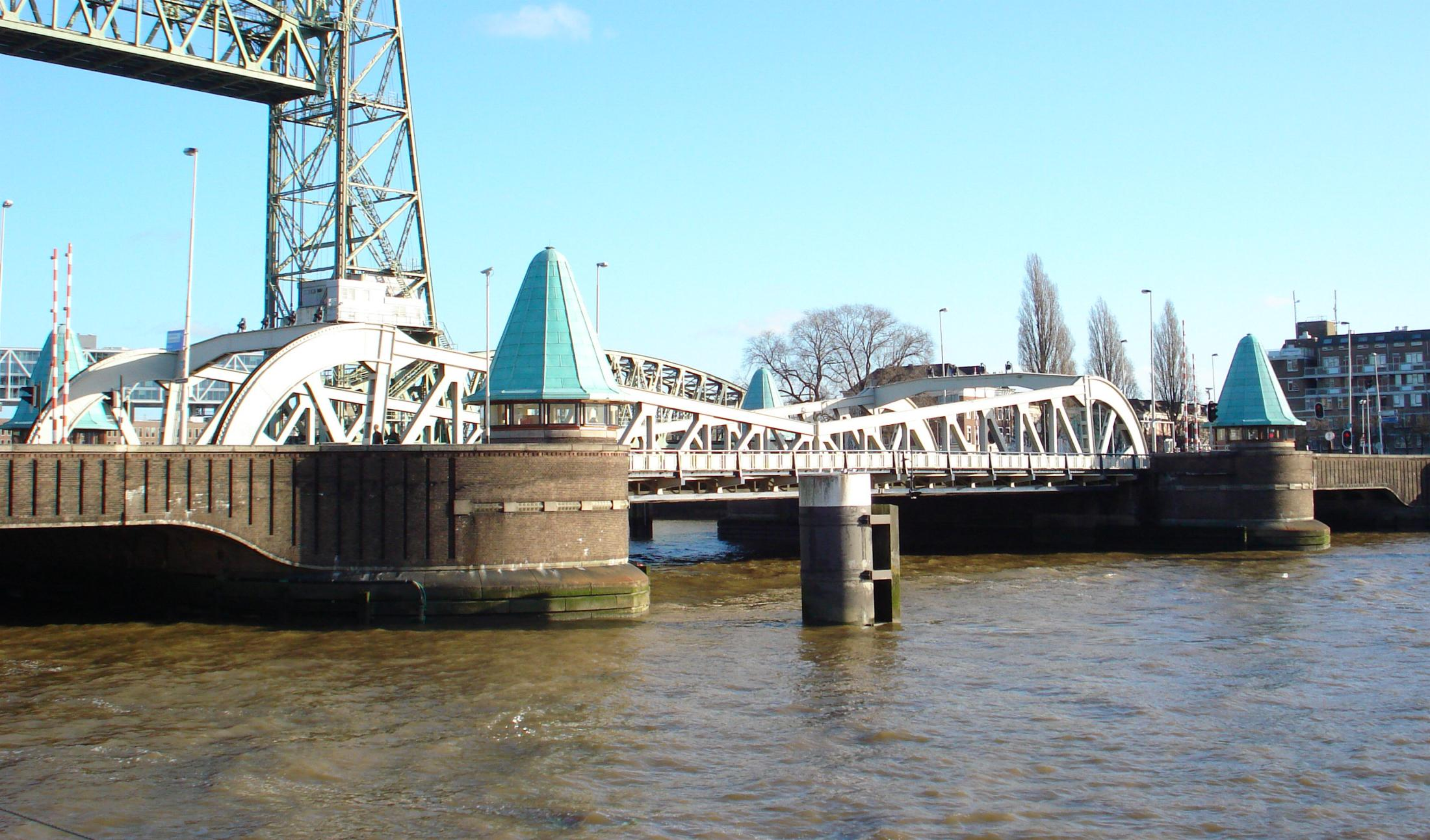
Zijaanzicht van de gesloten Koninginnebrug.
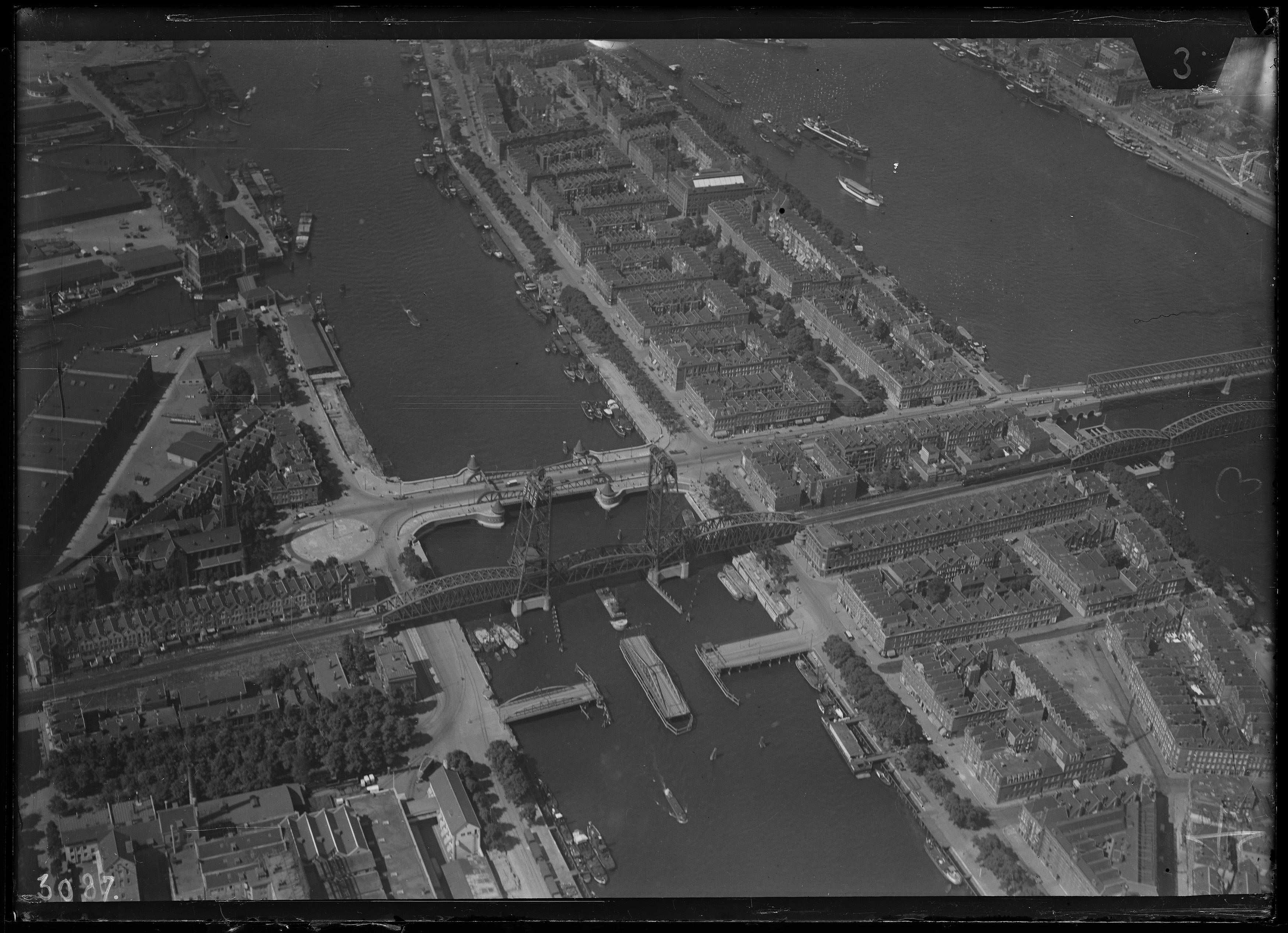
De Koninginnebrug kort na de opening in 1929. De brug op de voorgrond is de oude Koninginnebrug die in 1926 verplaatst was
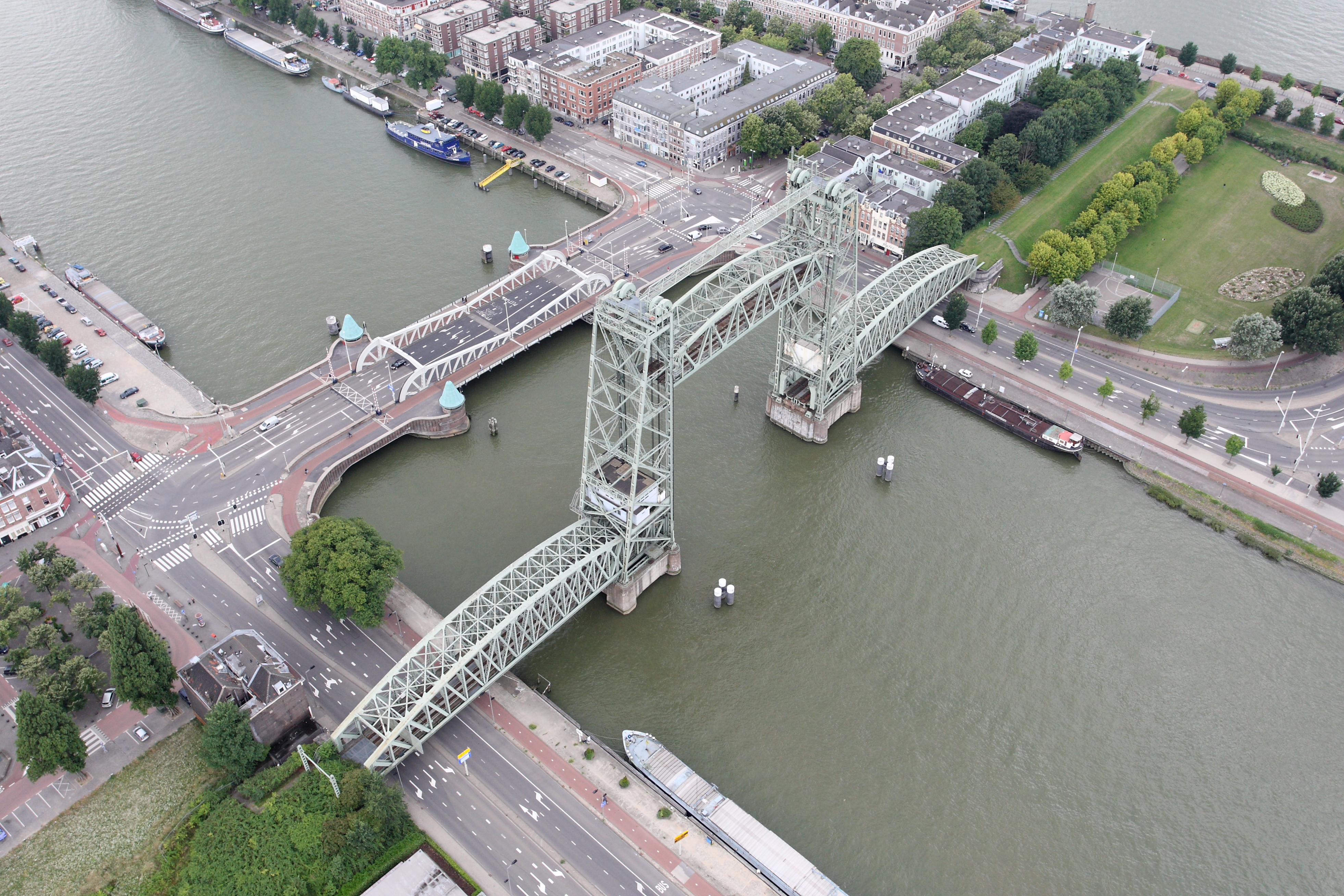
Luchtfoto van de Koninginnebrug en de Hef.
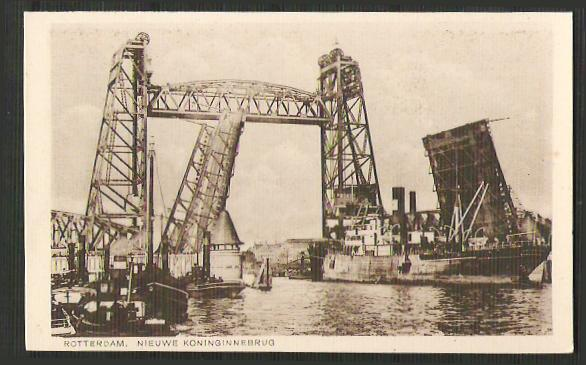
Oude ansicht met op de voorgrond de geopende Nieuwe Koninginnebrug, daarachter de Hef.
- Beelden uit 1926 van de aanleg van de Koninginnebrug.